# John Barclay (religioso)
John Barclay AM (Muthill, 1734 – 1798) foi um ministro de religião escocês e fundador dos bereanos (também chamados de beroeanos, barclayanos ou barclayitas), uma seita protestante.

## Biografia

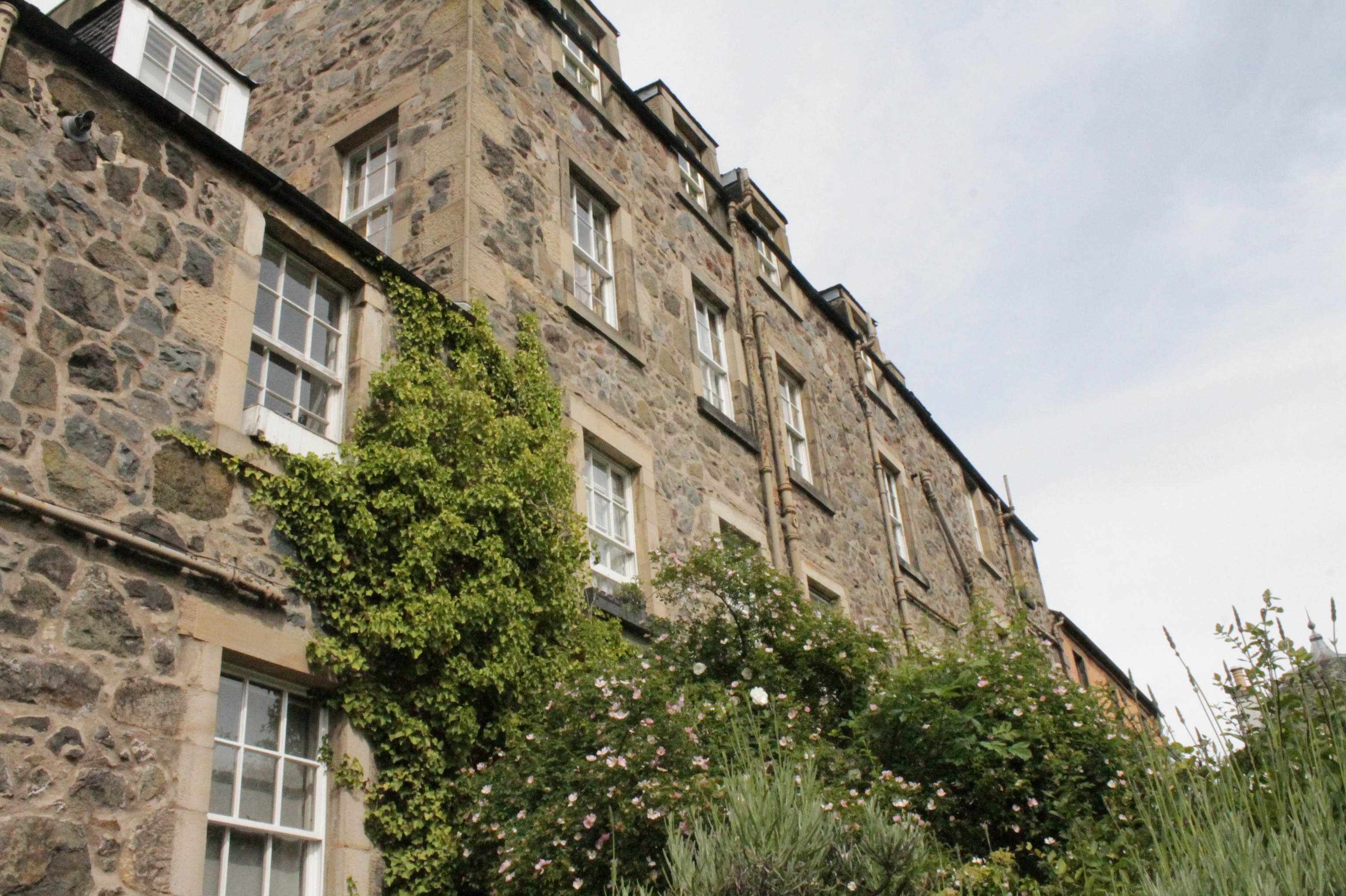
As casas da antiga Calton Village em Calton Hill

Barclay nasceu em Muthill, em Perthshire, filho de Ludovic Barclay, fazendeiro e moleiro.
Estudou Teologia na Universidade de St. Andrews e foi altamente influenciado pelos pensamentos do reverendo Archibald Campbell. Depois de ser licenciado para pregar pela Igreja da Escócia através do presbitério de Auchterarder em setembro de 1759, ele se tornou assistente do reverendo James Jobson, ministro da paróquia de Errol em Perthshire. Devido a diferenças com o ministro, ele saiu em 1763 e foi nomeado assistente de Antony Dow de Fettercairn em Kincardineshire. Durante seu período aqui, fez várias publicações e ganhou a reputação de criador de problemas, distanciando-se da Igreja estabelecida.
Em 1772, sem o patrono exigido pela igreja, foi rejeitado como sucessor de Antony Dow, sendo também recusado pelo presbitério os depoimentos exigidos para obter outro sustento. A recusa do presbitério foi sustentada pela Assembleia Geral. O sucessor de Dow foi o reverendo Robert Foote.
Barclay então deixou a Igreja escocesa estabelecida e fundou sua própria Igreja em Edimburgo, mas também com filiais em Londres e Sauchieburn perto de Stirling. Seus seguidores eram chamados de barclayanos, barclayitas ou bereanos, este último porque regulamentavam sua conduta pelo estudo das Escrituras segundo os bereanos bíblicos (cf. Atos 17:11). Eles se apegaram a uma forma modificada do calvinismo. A Igreja Bereana tinha congregações na Escócia, Londres e Bristol, mas principalmente se fundiu com os congregacionalistas após a morte de Barclay.
Suas obras, que incluíam muitos hinos e paráfrases dos salmos, e um livro chamado Without Faith, without God, foram editados por J. Thomson e D. Macmillan, com um livro de memórias (1852).
Em 1784, ele morou em uma casa na vila de Calton em Calton Hill. As casas ainda existem, mas não está claro em qual casa ele morou.
Barclay continuou a viver em Calton Hill até sua morte. Morreu repentinamente de apoplexia enquanto estava ajoelhado em oração na casa de um amigo em Edimburgo em 29 de julho de 1798 e foi enterrado no cemitério de Old Calton.

## Publicações
- A Paraphrase of the Book of Psalms (1766) - isso fazia parte dos hinários escoceses até o final do século XX, que eram divididos em salmos, paráfrases e hinos.
- Rejoice Evermore ou Christ All in All (1767)
- Without Faith, Without God; ou An Appeal to God Concerning His Own Existence (1769)
- Eternal Generation of the Son of God (1769)
- Assurance of Faith (1771)
- The Epistle to the Hebrews Paraphrased (1783)